# Operação Matança da Páscoa
A Matança da Páscoa, também conhecida como Operação Matança da Páscoa, é a designação de uma suposta operação militar de preparação de um golpe de estado em Portugal, em 1975, atribuída por certos comentadores ao Partido Comunista Português, apoiado pela União Soviética e seus aliados, que passaria pelo assassínio de várias personalidades contrárias a Moscovo. Os receios causados pela divulgação desta suposta operação desencadearam o fracassado golpe de 11 de Março de 1975, culminando no exílio de Spínola. Esta alegada "matança" seria classificado de simples boato, sem qualquer prova de alguma vez ter existido.

## História

### Boato de uma matança, a pretensa lista
A 8 de Março de 1975, um já conspirante António de Spínola foi avisado que estaria em marcha a operação da "Matança da Páscoa", sobretudo através de contactos espanhóis. Ricardo Noronha classifica a suposta "matança" iminente de boato.
Entre as personalidades a abater estariam 500 oficiais e 1000 civis apoiantes do antigo presidente Spínola. A mesma informação foi comunicada por Barbieri Cardoso do ELP a organizações da extrema-direita militar lideradas pelo general Tavares Monteiro. No dia 9 de Março, o 1º tenente Carlos Rolo volta de uma visita a Espanha com a mesma informação, que diz ser do D.G.S. espanhol, incluindo fotocópias da lista.
António de Almeida Santos relata que o fadista João Braga disse ter visto a lista numa reunião em Madrid, em que participaram o antigo subdiretor da polícia política DGS, Barbieri Cardoso, os engenheiros Santos e Castro e Jorge Jardim, e ainda o tenente Carlos Rolo. Ainda segundo Almeida Santos, Santos e Castro afirmaria que a lista provinha dos serviços secretos espanhóis, tendo por trás o Partido Comunista Português (PCP). Costa Gomes relata ter também sabido da lista antes de 11 de março. Osório e Alpoim Calvão tentarão convencer Galvão de Melo da veracidade da lista, mostrando-lhe as fotocópias trazidas por Carlos Rolo, mas Galvão de Melo não credibiliza o assunto, tendo avisado Spínola contra acções precipitadas, "numa altura em que o mundo tinha os olhos em nós".
O major Morais Jorge, então afastado do RAL 1 na sequência de um conflito com o coronel de artilharia Diniz de Almeida que liderava o RAL 1, sendo vincadamente contra as posições tomadas pelo MFA, indica a Spínola que a LUAR e elementos dos Tupamaros estavam no RAL 1 para serem co-executantes.
Esta circulação de rumores impulsionou Spínola a reagir, tendo-se escondido, abandonando a sua residência com barbas postiças com a mulher, e montado de forma mal preparada e mal organizada o golpe de 11 de Março de 1975.

### Possíveis envolvidos
Ainda hoje não é conhecido com certeza a origem da informação dada a Spínola, se foi pelos serviços secretos espanhóis, franceses, ou se foi um boato começado em solo nacional, por motivo incerto.
Victor Alves propõe a hipótese de ter sido a "extrema-esquerda" em resposta à consolidação de poder dos moderados através da aprovação do Programa de Política Económica e Social (PPES), e das vindouras eleições, indesejadas pelos radicais. Também os próprios spinolistas consolidavam poder no seio do MFA, por via das eleições da Assembleia do MFA de Freire Damião e Soares Monge em detrimento de Melo Antunes, Franco Charais e Otelo de Carvalho.
Já o spinolista Xavier de Brito acreditaria a "extrema-direita", radicada em Espanha, pelo logro. Visaria "…aliciar Spínola a aderir a uma tentativa de golpe de Estado". Victor Crespo concordaria, realçando as ligações destes grupos políticos ao grande capital vindo do antigo regime.
O historiador Carlos Fonseca realça ainda a motivação existente dentro das próprias hostes spinolistas, verbalizada pelo próprio Sanches Osório ao dizer "Spínola continuava em Massamá, qual De Gaulle, à espera que o chamassem para reocupar a Presidência da República, enquanto o País corria a alta velocidade para os braços dos comunistas". Fonseca aponta portanto motivos para "retirar Spínola do seu remanso sintrense e obrigá-lo a agir contra o caminho que a revolução tomava".
Sobre agosto de 1975, no Verão Quente, aquando da publicação em 2014 de documentos do Departamento de Estado dos Estados Unidos referentes à política externa norte-americana entre os anos 1969–1977, foi divulgado que Frank Carlucci e William Hyland encaravam António de Spínola como sendo àquela data o maior risco para os objetivos norte-americanos. Por seu lado, Henry Kissinger, que já vaticinara antes sem sucesso que os comunistas iriam matar dirigentes políticos opostos, então alinhava-se por apoiar um golpe da extrema-direita.

### Insólita credulidade
Vasco Lourenço, implicado nesta alegada ação, declarou mais tarde que não havia lista nenhuma na operação matança da Páscoa. Declarou terem sido serviços de informação americanos ou russos que puseram a circular essa ideia com o fim de «lançar a casca de banana aos spinolistas». A mesma opinião seria partilhada por Manuel Alfredo de Mello: «…foi estendida uma casca de banana ao Spínola e os seus apaniguados caíram, deixando a retaguarda de um lado da resistência ao PCP desmantelada».
A desinformação dos spinolistas não se reflectiria na passada atuação de Spínola (que via a guerra de inteligência pela PIDE, e de acções de reconhecimento, na Guiné portuguesa como um dos eixos do seu governo militar, e já tendo sido altamente crítico de faltas na recolha de informação, como sucedeu na operação Mar Verde), nem na sua actuação futura, já que os seus homens viriam eles próprios a autorar com sucesso acções de contra-informação:
Meses mais tarde, Jorge Pereira Jardim, o major Sanches Osório e Paradela de Abreu iriam preparar uma conspiração de forma a garantir o apoio do Arcebispo de Braga D. Francisco aos movimentos de extrema direita. Ao denunciarem o ainda hesitante arcebispo ao COPCON por fuga de capital, a consequente busca corporal será o argumento final no apoio da diocese a estes movimentos. Assim, MDLP, ELP e Plano Maria da Fonte iriam lançar centenas de ataques com incêndios de sedes, bombas e assassinatos.